# Fakulteta za šport in fizično izobraževanje v Nišu
Fakulteta za šport in fizično izobraževanje (izvirno srbsko Факултет физичке културе у Нишу), s sedežem v Nišu, je fakulteta, ki je članica Univerze v Nišu.